# Wyatt Crockett
Wyatt William Vogels Crockett (24. ledna 1983, Christchurch) je bývalý novozélandský ragbista, který hrál jako pilíř.
V Super Rugby odehrál 202 utkání, což je nejvíce zápasů v této soutěži. Všechna utkání odehrál jako hráč Crusaders (2006–2019). S klubem dokázal čtyřikrát Super Rugby (2006, 2008, 2017, 2018). Odehrál 71 zápasů za Nový Zéland a položil 2 pětky (2009–2017). S reprezentací vyhrál MS 2015 a pětkrát Rugby Championship (2012–2014, 2016, 2017). Dokázal zvítězit ve 49 reprezentačních zápasech v řadě. Na MS 2004 do 21 let se stal se svou zemí mistrem světa.